# Caspase 7
La caspase 7 est une protéase à cystéine de la famille des caspases (de l'anglais cysteine-dependent aspartate-directed proteases) qui catalyse le clivage des chaînes polypeptidiques au niveau de séquences ayant un résidu d'aspartate en P1, avec une préférence pour la séquence Asp–Glu–Val–Asp-|-. Elle est codée chez l'homme par le gène CASP7, situé sur le chromosome 10. Des orthologues de ce gène ont été identifiés chez presque tous les mammifères pour lesquels des données génomiques complètes sont disponibles. Des orthologues spécifiques ont également été relevés chez les oiseaux, les sauriens, les lissamphibiens et les téléostéens.
L'activation séquentielle des caspases joue un rôle central dans la réalisation de l'apoptose cellulaire. Ces caspases sont présentes dans la cellule sous la forme de proenzymes qui subissent un clivage protéolytique par d'autres caspases (la caspase 8 et la caspase 9) au niveau de résidus d'aspartate conservés pour produire deux sous-unités, une grande et une petite, qui forment un hétérotétramère constitué de deux hétérodimères. Plus précisément, le précurseur de la caspase 7 est clivé par la caspase 3, la caspase 10 et la caspase 9. L'épissage alternatif de l'ARN messager issu du gène de la caspase 7 produit quatre variantes de transcription qui sont traduits en trois isoformes distinctes.